# Porte du Soleil
La porte du Soleil, ou Puerta del Sol en espagnol, également Inti Punku en quechua, est un monument situé sur le site archéologique de Tiwanaku en  Bolivie.

## Description
Ce portail d'une largeur de 4 mètres et d'une hauteur de 3 mètres a été construit dans un seul bloc d'andésite d'environ 10 tonnes. Il faisait partie d'une construction plus importante située au sommet de la pyramide d'Akapana ou dans l'enclos dit Kalasasaya, sites où l'on trouve des constructions constituées du même type de pierre.
Au moment de sa découverte par des explorateurs européens au milieu du XIXe siècle, le mégalithe gisait au sol, à l'horizontale, traversé d'une grande fissure. Aujourd'hui, il se dresse toujours à l'endroit où on l'a trouvé mais on pense qu'il ne s'agit pas du site primitif.

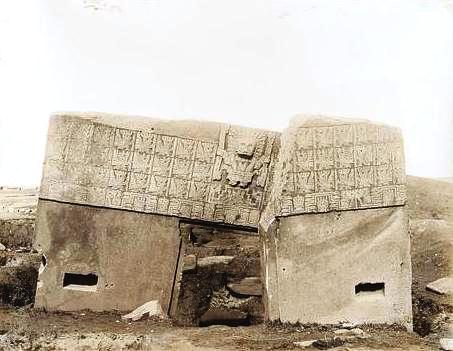
La porte du soleil en 1904.